# ماتس كارلسون
ماتس كارلسون (بالسويدية: Mats Karlsson)‏ هو لاعب البولنغ ‏ سويدي، ولد في 1956.